# Lipa (Matulji)
Lipa (olaszul: Lippa) falu Horvátországban, a Tengermellék-Hegyvidék megyében. Közigazgatásilag Matuljihoz tartozik.

## Fekvése
Fiume központjától 19 km-re északnyugatra, községközpontjától 12 km-re északra a Tengermelléken, a szlovén határ mellett fekszik.

## Története
Lipa ősi település. Templomának régi harangját még a 14. században öntötték. A településen egykor jelentős forgalom haladt át Kranjskából a Postojnai kapu, illetve Triesztből Fiume irányában. Régi iskolája 1885-ben nyílt meg. A településnek 1857-ben 527, 1910-ben 465 lakosa volt. 1944. április 30-án falut felgyújtották a megszállók és 269 lakost meggyilkoltak. A falunak egy részét mementóként meghagyták a lerombolt állapotában és az 1968-ban az iskola épületében emlékmúzeumot rendeztek be. A szomorú esemény évfordulóján minden évben megemlékezést tartanak.
2011-ben 129 lakosa volt.

## Lakosság
| Lakosság változása | Lakosság változása | Lakosság változása | Lakosság változása | Lakosság változása | Lakosság változása | Lakosság változása | Lakosság változása | Lakosság változása | Lakosság változása | Lakosság változása | Lakosság változása | Lakosság változása | Lakosság változása | Lakosság változása | Lakosság változása |
| ------------------ | ------------------ | ------------------ | ------------------ | ------------------ | ------------------ | ------------------ | ------------------ | ------------------ | ------------------ | ------------------ | ------------------ | ------------------ | ------------------ | ------------------ | ------------------ |
| 1857               | 1869               | 1880               | 1890               | 1900               | 1910               | 1921               | 1931               | 1948               | 1953               | 1961               | 1971               | 1981               | 1991               | 2001               | 2011               |
| 527                | 433                | 411                | 408                | 434                | 465                | 458                | 437                | 108                | 127                | 149                | 153                | 147                | 143                | 136                | 129                |

## Nevezetességei
- Szent Ilona tiszteletére szentelt ősi temploma a falu nyugati bejáratánál áll, a šapjanei Szent Antal plébánia filiája. A templom 1662-ben épült, de régi harangja a 14. századból származott, melyet az I. világháború idején háborús célra kellett beszolgáltatni. A 107 kilós harangot Jacobus de Venetiis harangöntő műhelyében öntötték. A templom ablakába az 1667-es évszám és Petar Kalčić neve van bevésve. A Szent Ilona oltárt 1774-ben készítették. Az oltár jobb oldalán a következő felirat olvasható: SUB Rmo CONRADO ANTONIO D’MARBURG Pco ET MATHIA CALCICH DECANUS ET SNDUS BENEFACTOR HUIC OPERIS AFRICH SECUNDUS SINDICUS – ANNO DOMINI 1774. Az oltárképet 1866-ban festették. A templomot az 1970-es évek elején megújították. Ekkor kerültek elő a vakolat alól a 16. századból származó gótikus Szent György freskók, melyeket 1776-ban Viktor Snoj ljubljnai akadémiai festő restaurált. A freskókat a zenggi Tamás mesternek tulajdonítják.
- A település nevezetes népszokása a busójárás Kastav környékén kialakult formája a zvoncsároknak nevezett kolompos busók járása. Farsang idején a sajátos jelmezt viselő kolompos busók csoportba verődve járják be a falvakat. Báránybőr felsőrészt, derekukon kolompokat és örökzölddel díszített különös fejfedőket viselnek. Párban, vagy akár harminc főnél is nagyobb csoportokban vonulnak vezetőjük mögött, aki egy kis örökzöld fát visz. Vonulásuk közben hatalmas lármát csapva ritmusosan összeütögetik csípőiket és fel-felugranak a levegőbe.